# Romagnano Sesia
Romagnano Sesia est une commune d'environ 4 000 habitants située dans la province de Novare, dans le Piémont.

## Histoire
Pierre Terrail de Bayard passa la Sésia en 1524 à Romagnano Sesia[réf. nécessaire].

## Culture
Dans La Chartreuse de Parme de Stendhal, Fabrice Del Dongo s'y exile volontairement après son retour de la bataille de Waterloo.

## Administration
| Période                                  | Période  | Identité        | Étiquette | Qualité |
| ---------------------------------------- | -------- | --------------- | --------- | ------- |
| 14 juin 2004                             | En cours | Carlo Bacchetta |           |         |
| Les données manquantes sont à compléter. |          |                 |           |         |

### Hameaux
Mauletta.

### Communes limitrophes
Cavallirio, Fontaneto d'Agogna, Gattinara (VC), Ghemme, Prato Sesia, Serravalle Sesia (VC).

## Personnalités liées à Romagnano Sesia
- Giovanni Battista Crespi, dit le Cerano (1573-1632) est né dans la ville. On a longtemps cru que ce peintre de la fin du XVIe et du début du XVIIe siècle avait été surnommé ainsi en référence la commune de Cerano, où l'on croyait qu'il était né. À l'occasion d'une exposition de ses œuvres tenue au palais royal de Milan du 23 février au 5 juin 2005, les commissaires de l’exposition ont découvert, au cours de leurs recherches, qu’il était en fait né à Romagnano Sesia, non loin de Cerano, où toutefois sa famille déménagea plus tard (d'où la confusion).
- Pierre Terrail de Bayard, dit le chevalier Bayard (1476-1524), l'a traversée pour franchir la Sésia avant de trouver la mort sous la tour de Rovasenda au cours des guerres d'Italie en 1524.
- Lorenzo Antonetti, prêtre catholique, archevêque, cardinal (1922-2013) est né à Romagnano Sesia.